# Báculo (biologia)
O báculo, pêmur, osso-do-pénis, os penis ou os priapi é um osso presente no pênis da maioria dos mamíferos. Não existe nos humanos, equídeos, marsupiais, lagomorfos e hienas, entre outros. É usado para a cópula e o seu tamanho e forma variam com as espécies.  As suas características são por vezes usadas para diferenciar espécies semelhantes.[carece de fontes?] O osso está localizado acima da uretra masculina.
A palavra baculum significa "bastão" ou "bengala" em latim.[carece de fontes?] O homólogo biológico do báculo em fêmeas de mamíferos tem o nome de os clitoridis, e está localizado no clitóris.

Está presente em outros primatas, como os gorilas como os chimpanzés possuem báculo. Nesta última espécie, o báculo fica localizado na parte inferior do órgão e mede aproximadamente dois centímetros de comprimento.
Na espécie humana, que não possui báculo nem os clitoridis, a rigidez da erecção é conseguida inteiramente graças à pressão sanguínea no corpo cavernoso. Por vezes alguns humanos nascem com báculo, que é normalmente removido cirurgicamente.
O osso peniano não é presente no ser humano, tendo desaparecido após a evolução do Homo erectus, devido ao fato das relações sexuais terem se tornados monogâmicas, há cerca de 1,9 milhão de anos.

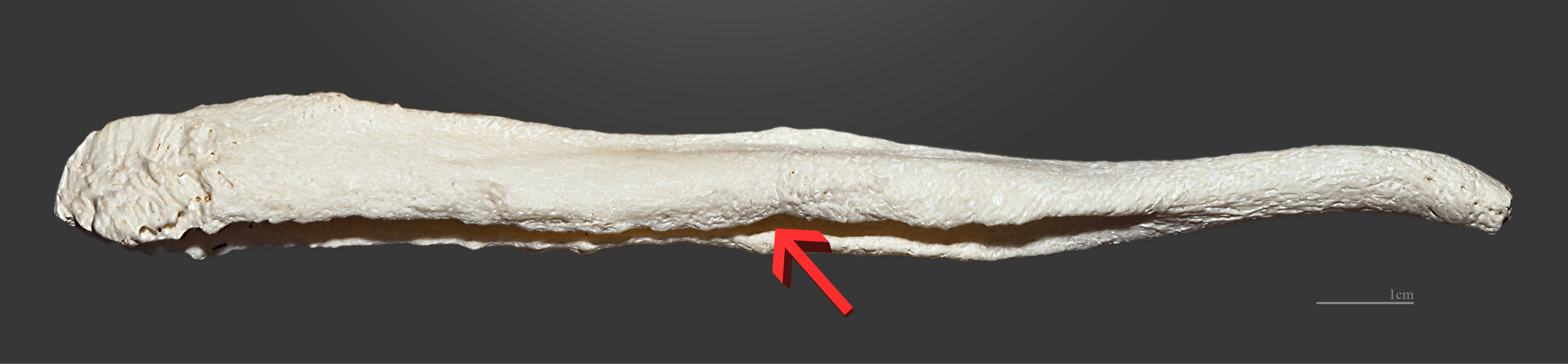
Báculo de um cão, a seta indica o sulco da uretra.